# 沒有像我們 (賈斯汀·比伯歌曲)
〈沒有像我們〉（英語："Nothing Like Us"）是加拿大歌手小賈斯汀第二張原音彈唱版特輯《BELIEVE -Acoustic-》中的一首歌曲。比伯在2012年底與前女友席琳娜·戈梅茲分手後的悲傷時期創作了這首歌。

## 製作人員
- 贾斯汀·比伯 – 演唱、製作
- 喬許·古德溫 – 共同製作、錄音工程師
- Phil Tan（英语：Phil Tan） – 混音

## 榜單表現

### 周榜單
| 榜單 (2013年)                        | 最高排名 |
| ------------------------------------ | -------- |
| 加拿大（Canadian Hot 100）           | 43       |
| 澳大利亚（澳大利亚唱片业协会單曲榜） | 73       |
| 丹麥（Hitlisten单曲榜）              | 39       |
| 法国（法國唱片出版業公會單曲榜）     | 193      |
| 挪威（世道單曲榜）                   | 11       |
| 瑞典（瑞典最熱榜）                   | 21       |
| 英國（官方榜单公司單曲榜）           | 68       |
| 美国（《告示牌》百大單曲榜）         | 59       |